# Barczygłów
Barczygłów – wieś w Polsce położona w województwie wielkopolskim, w powiecie konińskim, w gminie Stare Miasto.
Wieś królewska Barczigłowo starostwa konińskiego, pod koniec XVI wieku leżał w powiecie konińskim województwa kaliskiego. W latach 1975–1998 miejscowość administracyjnie należała do województwa konińskiego.